# 彭姓
彭姓在《百家姓》中排名第47。如今，彭姓分佈廣泛，尤以湖南、四川、湖北等省分佈最多，臺灣也有，上述三省除了臺灣的彭姓約佔全國漢族彭姓人口的百分之四十九。彭姓是當今中國姓氏排行第三十九位的大姓，約佔全國漢族人口的百分之零點四九。在台灣則為排行第三十五大姓氏。

## 來源

### 漢族彭姓
传说中的始祖为彭祖，他是颛顼帝的后裔，封在大彭（今江苏徐州），创建大彭国，后以国为姓，是为彭姓始祖。一說大彭即為「彭祖」。
根據姓纂：「大彭為商的諸侯，以國為姓，蓋陸終第二子彭祖即大彭也。」
張澍所著日姓氏五書：「顓頊曾孫祝融之弟吳回，生陸終，陸終子六人，其三曰籛，為彭祖，封於大彭。」

### 滿族彭姓
出自董鄂氏，又譯「棟鄂」

### 土家族彭姓
主要源於五代十國時期割据湘西的溪州刺史彭士愁（土家语名：墨迭送），其後裔在湘西世襲土司，直到1728年改土歸流為止。其源流长期以来一直被认为源于江西士族彭瑊入湘西，但近年来对湘西土司宗室不同支系后裔Y染色体单倍型类群调查结果显示，彭士愁各支后裔Y染色体单倍群高度统一，但与江西各支彭氏、以及湖南省境内彭瑊之兄彭玕后裔等各支汉族彭氏均不同源。

### 其他族群
少數遊牧民族的姓氏。據《晉書》所載，安定胡水胡有彭氏。又據《姓氏考略》雲;西羌，南蠻皆有彭氏。清朝時蒙、回、苗、白、瑶、苦聪、彝、拉祜等民族皆有彭姓。

## 彭姓的羅馬化
漢語的「彭」在翻譯成英語時，按照音譯的方法而被譯為「Peng」、「Pang」或「Perng」。

## 延伸阅读
[在维基数据编辑]
 《百家姓》
 《欽定古今圖書集成·明倫彙編·氏族典·彭姓部》，出自陈梦雷《古今圖書集成》